# Pantae
Pantae is een bestuurslaag in het regentschap Timor Tengah Utara van de provincie Oost-Nusa Tenggara, Indonesië. Pantae telt 851 inwoners (volkstelling 2010).